# Bükkszék
Bükkszék is een plaats (község) en gemeente in het Hongaarse comitaat Heves. Bükkszék telt 873 inwoners (2002).